# Liberal Party (Neuseeland)

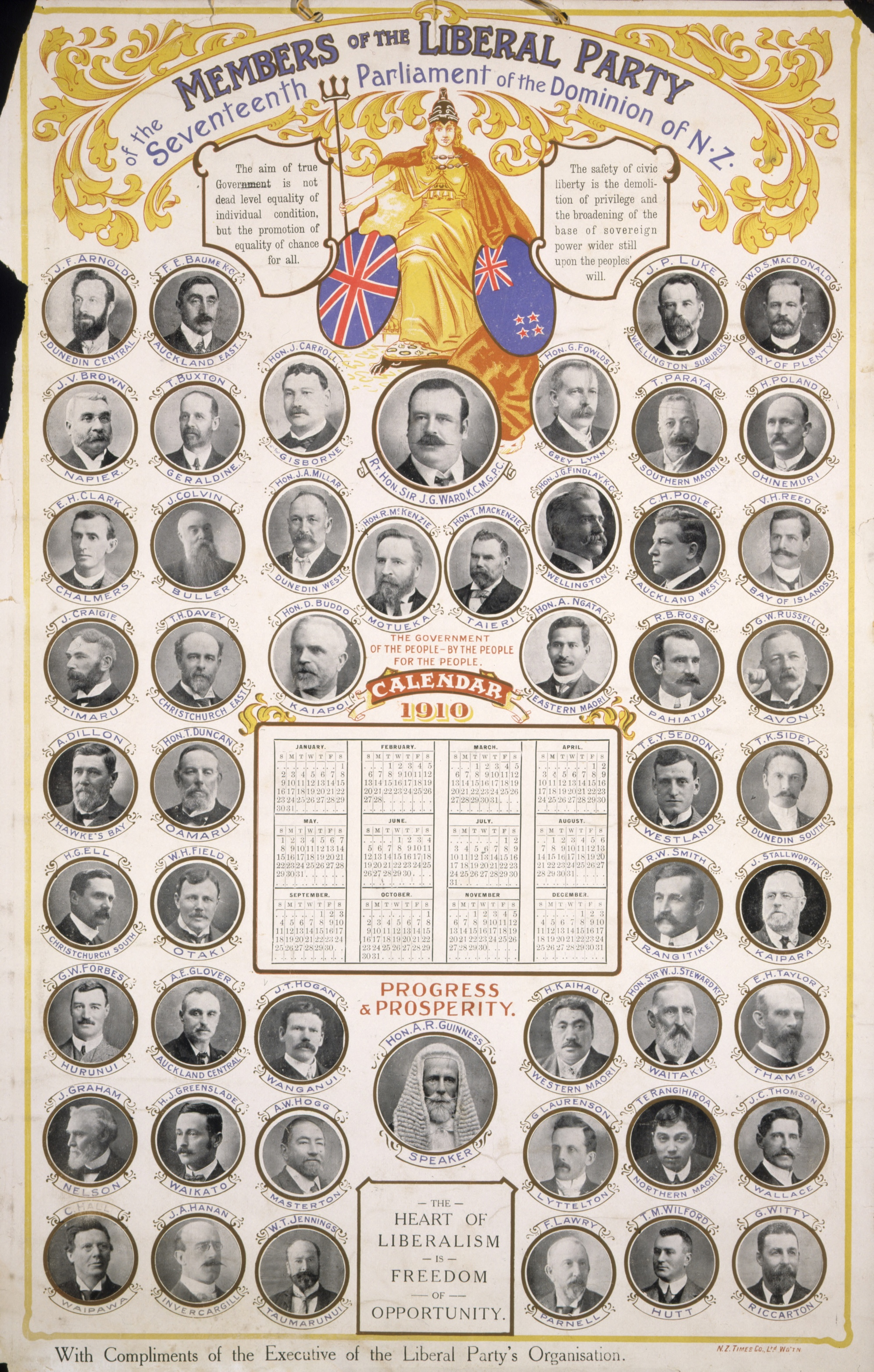

Die Liberal Party war die erste politische Partei Neuseelands. 
Häufig wird ihr Gründungsdatum mit 1890 angegeben, das Jahr, in dem John Ballance mit einem Bündnis mehr oder weniger liberal gesinnter Personen die Wahl zum House of Representatives gewann und ein Jahr später am 24. Januar 1891 zum Premierminister von Neuseeland gewählt wurde. In diesem Wahlkampf zeigten die Mitglieder der Opposition unter Führung von Ballance den kämpferischen Geist, der später zu einem prägenden Charakterzug der Liberalen Partei wurde. Doch bis zur eigentlichen Parteigründung auf nationaler Ebene war es noch ein weiter Weg.

## Geschichte
Bevor sich die Liberale Partei zu formen begann, war das New Zealand Parliament ein Gebilde loser Fraktionen, die einerseits auf persönliche Verbindungen aufgebaut waren und/oder von provinziellen oder lokalen Interessen getragen waren. Die Kandidaten waren weitgehend unabhängig, doch etwa ab 1880 wurde von ihnen öffentlich mehr und mehr verlangt, zu erklären, wo sie politisch standen und wofür sie gewählt werden wollten.
Teilweise ist zu lesen, dass der Gouverneur George Edward Grey Vater des liberalen Gedanken in Neuseeland gewesen sei. Der Verbreitung dieses Mythos wird dem Historiker, Journalisten und Politiker William Pember Reeves zugeschrieben, der Ballance als Erben der liberalen Idee bezeichnete. Doch die liberale Bewegung entstand frühestens ab 1887 und hatte ihren ersten Höhepunkt in der gewonnenen Wahl von 1890, in der sie eine große Unterstützung von einem breiten Spektrum von Wähler erfuhr, quer durch alle Bevölkerungsschichten und besonders stark in den sich neu entwickelnden Provinzstädten und den Hafenstädten, wie in Gisborne, Napier, New Plymouth, Nelson und Invercargill.

### Erste Parteigründungen
Die ersten Parteigründungen fanden auf lokaler Ebene statt, wobei die National Liberal Association in Dunedin, im Mai 1890 gegründet von dem liberalen Politiker und späteren Premierminister Richard John Seddon, die erste ihrer Art war. Ähnliche Gründungen folgten im ganzen Land, wie die Liberal Electoral League in Wellington und die Hawke's Bay Liberal Association in Napier. Fast alle lokalen Parteien wurden vor 1893 gegründet.
Die Notwendigkeit für eine zentrale politische Organisation, die auch außerhalb des Parlaments auftrat, wurde in den Jahren nach der Wahl 1896 deutlich. Unter den vielen liberalen Vereinigungen auf lokaler Ebene blieb der Wunsch nach politischer Unabhängigkeit und so wurden zentrale liberale Forderungen und Ideen lediglich über die Regierung formuliert. Und dort gab es neben Splittergruppe zwei große Lager: Eines geführt von Robert Stout, ebenfalls späterer Premierminister, und das andere von Richard John Seddon.
Die Liberale Partei war bis 1899 lose organisiert, speziell auf der nationalen Ebene.

### Parteigründung auf nationaler Ebene
Im Juli 1899, nach dem Druck und der Unzufriedenheit der Gewerkschaften über eine schleppende Entwicklung in Bezug auf Angelegenheiten der Arbeiterklasse, schickte Seddon einen Beauftragten durchs Land, um für den Zusammenschluss aller lokalen Vereinigungen zu einer zentral organisierten Partei zu werben. Seddon schrieb, basierend auf dem von Joseph Chamberlain in den 1880er-Jahren entwickelten Birmingham System eine Parteiverfassung und vereinigte alle lokalen Sektionen zu einer zentral organisierten Liberal & Labour Federation of N.Z.. Damit gilt das Jahr 1899 als das eigentlich Gründungsjahr der liberalen Partei, sie war damit, gemessen an heutigen Maßstäben, die erste Partei in Neuseeland.
Die Liberal Party war mit John Ballance, Richard Seddon, William Hall-Jones, Joseph Ward und Thomas Mackenzie bis zum Jahre 1912 über 21 Jahre in Folge an der Regierung, musste dann aber wegen Schwächen in der Parteiführung und zeitweiliger Führungslosigkeit eine Wahlniederlage verkraften und die Regierungsgeschäfte an die Reform Party unter William Massey abgeben. Im Mai 1925 gewann die Partei unter Gordon Coates noch einmal für drei Jahre die Regierungsmehrheit. Doch der Zerfall der Partei war nicht mehr aufzuhalten, hatten doch im Jahre 1922 schon einige Mitglieder als Liberal-Labour kandidiert und zur Wahl 1925 einige als National und andere weiterhin als Liberale Partei.

### Auflösung und Fusion
Nach den demoralisierenden Jahren der ersten Hälfte der 1920er-Jahre spaltete sich die Partei 1925 in zwei Gruppen auf. Die eine Gruppe folgte George William Forbes und bildete die Nationalisten und die andere Gruppe blieb liberal unter W. A. Veitch, bis im Jahr 1927 die United Party gegründet wurde und die verbliebenen Liberalen darin aufgingen. Geführt von dem Liberalen Joseph Ward, der schon von 1906 bis 1912 Premierminister war, gewann die neue Partei die Wahl 1928 und regierte für zwei Jahre bis zu seinem Rücktritt. Mit der Regierungsübernahme durch Forbes erfuhr das Bündnis einen Rechtsruck. Zur Wahl 1931 gingen die United Party und die 1909 gegründete Reform Party eine Koalition ein und näherten sich unter dem Druck der stärker werdenden Labour Party mehr und mehr an. Sie fusionierten zur Wahl 1935 zur National Political Federation und vollzogen nach der ersten Regierungsübernahme durch die Labour Partei unter Michael Joseph Savage im Jahr 1935 die Gründung der New Zealand National Party im Jahr 1936.

### Letzte Versuche
Es gab immer wieder Versuche, eine neue Liberale Partei zu bilden und erfolgreich an den Wahlen teilzunehmen. Der weitreichendste Versuch fand 1963 statt, als sich die New Zealand Progressive Liberal Party von Auckland und die New Zealand Liberal Party von Christchurch zusammen unter dem Namen New Zealand United Liberal Party zur Wahl stellten. Das Ergebnis war aber mit 10.339 Stimmen, was lediglich 0,86 % der Gesamtstimmen ausmachte, mehr als enttäuschend.